# Кумторкалинский район
Кумторкали́нский район (кум. Хумторкъали якъ) — административно-территориальная единица и муниципальное образование (муниципальный район) в составе Дагестана Российской Федерации.
Административный центр (райцентр) — село Коркмаскала.

## География
Район расположен в центральной части современного Дагестана, к югу от реки Сулак. Граничит на севере с Бабаюртовским, на западе — с Кизилюртовским, на юге — с Буйнакским, на юго-востоке — с Карабудахкентским  районами республики, на востоке — с городом республиканского значения Махачкалой (Кировским районом города) и подчинённой ему территорией (городским округом город Махачкала). При этом часть восточных земель района относится к так называемому Новострою для новой территории Новолакского района.
Площадь района — 1270 км².

## История
Территория района расположена на историко-географической области Кумыкия.
До 1860 года территория современного района входила в кумыкское феодальное государство — Тарковское шамхальство, со столицей в Тарки.
В 1860 году после упразднения Тарковского шамхальства, территория района вошла в состав новообразованного Темир-Хан-Шуринского округа в составе Дагестанской области с центром в Темир-Хан Шуре. В начале 1920 года округ вместе с центром переименована в Буйнакский. В 1921 году часть территории будущего района вошла в состав новообразованного Махачкалинский округ с центром в Тарки, а после в Махачкале, другая часть осталась в составе Буйнакского района.
Постановлением ВЦИК ДАССР от 19.03.1935 г. из территории Махачкалинского округа и Капчугайского и Экибулакского сельсоветов Буйнакского района, с центром в селе Кумторкала. Постановлением ПВС ДАССР от 5.07.1944 г. район переименован в Кизилюртовский, районный центр перенесен в посёлок Кизилюрт.
Повторно создан Указом Президиума Верховного Совета ДССР от 18.09.1992 г. на части территории Кизилюртовского, Буйнакского и Кировского района г. Махачкала.
Решением 3-го съезда народных депутатов ДССР, поддержанное постановлением Правительства РФ № 40 от 24.02.1992 г., на части территории Кизилюртовского (ныне территория Кумторкалинского) и Кировского района создаётся Новолакский район, для переселения лакского населения из Новолакского (Ауховского) района. К настоящему времени процесс переселения не завершен, район не создан.
Кроме того, более 29 % территории района ещё в годы советской власти было передано под земли отгонного животноводства во временную арендную собственность горным районам Республики Дагестан. До сих пор данные земли не возвращены в ведение района, хотя сроки аренды истекли в начале 2000-х годов.

## Население
| \| 1939[4] \| 2002[5] \| 2009[6] \| 2010[7] \| 2011[8] \| 2012[9] \| 2013[10] \| 2014[11] \| 2015[12] \| \| -------- \| -------- \| -------- \| -------- \| -------- \| -------- \| -------- \| -------- \| -------- \| \| 17 201 \| ↗21 053 \| ↗23 267 \| ↗24 848 \| ↗25 018 \| ↗25 149 \| ↗25 508 \| ↗25 879 \| ↗26 068 \| \| 2016[13] \| 2017[14] \| 2018[15] \| 2019[16] \| 2020[17] \| 2021[18] \| 2023[19] \| 2024[20] \| 2025[2] \| \| ↗26 459 \| ↗26 665 \| ↗26 876 \| ↗27 044 \| ↗27 376 \| ↗28 863 \| ↗29 179 \| ↗29 603 \| ↗30 008 \| 10 000 20 000 30 000 40 000 2009 2014 2019 2025 |         |         |         |         |         |         |         |         |
| 1939 | 2002    | 2009    | 2010    | 2011    | 2012    | 2013    | 2014    | 2015    |
| 17 201 | ↗21 053 | ↗23 267 | ↗24 848 | ↗25 018 | ↗25 149 | ↗25 508 | ↗25 879 | ↗26 068 |
| 2016 | 2017    | 2018    | 2019    | 2020    | 2021    | 2023    | 2024    | 2025    |
| ↗26 459 | ↗26 665 | ↗26 876 | ↗27 044 | ↗27 376 | ↗28 863 | ↗29 179 | ↗29 603 | ↗30 008 |

Согласно прогнозу Минэкономразвития России, численность населения будет составлять:
- 2024 — 28,78 тыс. чел.
- 2035 — 32,42 тыс. чел.

### Урбанизация
В городских условиях (пгт Тюбе) проживают 22 % населения района.

### Национальный состав
По данным Всероссийской переписи населения
 2010 года::
| Народ      | Численность, чел. | Доля от всего населения, % |
| ---------- | ----------------- | -------------------------- |
| кумыки     | 16 647            | 67,00 %                    |
| аварцы     | 4643              | 18,69 %                    |
| даргинцы   | 2089              | 8,41 %                     |
| лезгины    | 291               | 1,17 %                     |
| лакцы      | 260               | 1,05 %                     |
| русские    | 145               | 0,58 %                     |
| агулы      | 144               | 0,58 %                     |
| цахуры     | 134               | 0,54 %                     |
| табасараны | 121               | 0,49 %                     |
| другие     | 227               | 0,91 %                     |
| не указали | 147               | 0,59 %                     |
| всего      | 24 848            | 100,00 %                   |

По данным Всероссийской переписи населения 2020-2021 года:
| Народ      | Численность, чел. | Доля от всего населения, % |
| ---------- | ----------------- | -------------------------- |
| кумыки     | 19 164            | 66,40 %                    |
| аварцы     | 5703              | 19,76 %                    |
| даргинцы   | 1606              | 5,56 %                     |
| цахуры     | 250               | 0,87 %                     |
| лезгины    | 215               | 0,74 %                     |
| агулы      | 169               | 0,59 %                     |
| лакцы      | 104               | 0,36 %                     |
| другие     | 420               | 1,46 %                     |
| не указали | 1232              | 4,27 %                     |
| всего      | 28 863            | 100,00 %                   |

## Территориальное устройство
Кумторкалинский район в рамках административно-территориального устройства включает посёлок (городского типа), сельсовет и сёла.
В рамках организации местного самоуправления в одноимённый муниципальный район входят 7 муниципальных образований, в том числе 1 городское и 6 сельских поселений, которым соответствуют посёлок (городского типа), сельсовет и сёла:
| №        | Муниципальное образование  | Административный центр | Количество населённых пунктов | Население (чел.) | Площадь (км²) |
| -------- | -------------------------- | ---------------------- | ----------------------------- | ---------------- | ------------- |
| 1e-06    | Городское поселение        |                        |                               |                  |               |
| 1        | посёлок Тюбе               | пгт Тюбе               | 1                             | ↘6403            | 3,11          |
| 1.000002 | Сельские поселения         |                        |                               |                  |               |
| 2        | село Аджидада              | село Аджидада          | 1                             | ↘1352            | 13,88         |
| 3        | село Алмало                | село Алмало            | 1                             | ↘1621            | 14,00         |
| 4        | сельсовет Коркмаскалинский | село Коркмаскала       | 2                             | ↗11 926          | 88,39         |
| 5        | село Темиргое              | село Темиргое          | 1                             | ↗2061            | 9,80          |
| 6        | село Учкент                | село Учкент            | 1                             | ↗4996            | 49,00         |
| 7        | село Шамхал-Янги-Юрт       | село Шамхал-Янги-Юрт   | 1                             | ↗1305            | 26,18         |

## Населённые пункты
В районе 8 населённых пунктов, из которых 1 городской населённый пункт — посёлок (городского типа) — и 7 сельских населённых пунктов:
| № | Населённый пункт | Тип           | Население | Муниципальное образование  |
| - | ---------------- | ------------- | --------- | -------------------------- |
| 1 | Аджидада         | село          | ↗1327     | село Аджидада              |
| 2 | Алмало           | село          | ↗1623     | село Алмало                |
| 3 | Дахадаевка       | село          | ↗320      | сельсовет Коркмаскалинский |
| 4 | Коркмаскала      | село          | ↗10 805   | сельсовет Коркмаскалинский |
| 5 | Темиргое         | село          | ↗2125     | село Темиргое              |
| 6 | Тюбе             | посёлок (пгт) | ↗6602     | посёлок Тюбе               |
| 7 | Учкент           | село          | ↗5117     | село Учкент                |
| 8 | Шамхал-Янги-Юрт  | село          | ↗1288     | село Шамхал-Янги-Юрт       |

Кутаны
Восточная часть территории района с населёнными пунктами на ней относится к так называемому Новострою Новолакского района.
На территории района также расположены отдалённые сёла-анклавы Арада, Ахтини, Квами, Красное и Самилах, которые относятся к горному Хунзахскому району, а село Дилчу — к горному Лакскому району.
Помимо этого, на территории района находятся прикутанные хозяйства без официального статуса населённого пункта Новый Тидиб и Новая Урада, которые относятся к горному Шамильском району.
К соседнему Буйнакскому району относится село Экибулак как анклав в окружении Кумторкалинского района.

## Экономика
В посёлке Тюбе расположены несколько крупных предприятий промышленности, такие как завод железобетонных изделий и комбинат хлебопродуктов, идёт строительство завода по производству стекла флоат-методом. www.flatglass.ru. Дата обращения: 14 декабря 2020.. Близится к завершению строительство крупнейшего на Северном Кавказе завода листового стекла.
На территории района на русском и кумыкском языках вещает местный телеканал «ТБС-Кумторкала».

## Комментарии
1. ↑  авар. Хъумторхъала мухъ, агул. Кумторкъала район, азерб. Xumtorqala rayonu, дарг. Кумторкъалала къатI, кум. Хумторкъали якъ, лак. Кумторкъалал кIану, лезг. Кумторкъала район, ног. Кумторкала район, рут. Кумторкъала район, таб. Кумторгъала район, татск. Кумторкъала район, цахур. Кумторкъала район, чечен. Кумторкалан кIошт.
2. ↑  Согласно конституции Дагестана, государственными языками на территории республики являются — русский, аварский, агульский, азербайджанский, даргинский, кумыкский, лакский, лезгинский, ногайский, рутульский, табасаранский, татский, цахурский и чеченский языки.
3. ↑  Под аварцами в данном случае следует понимать также и 13 андо-цезских народов и арчинцев, которые включены в состав аварцев[23].
4. ↑  Под даргинцами в данном случае следует также понимать кайтагцев и кубачинцев, которые включены в состав даргинцев[24].
5. ↑  Под аварцами в данном случае следует понимать также и 13 андо-цезских народов и арчинцев, которые включены в состав аварцев[23].
6. ↑  Под даргинцами в данном случае следует также понимать кайтагцев и кубачинцев, которые включены в состав даргинцев[26].